# غيلبرت بورنس
غيلبرت بورنس (بالبرتغالية: Gilbert Burns) هو فنان قتال مختلط برازيلي، ولد في 20 يوليو 1986 في نيتيروي في البرازيل.

## وصلات خارجية
- غيلبرت بورنس على موقع يو إف سي (الإنجليزية)
- غيلبرت بورنس على موقع شيردوغ (الإنجليزية)
- غيلبرت بورنس على موقع Tapology.com (الإنجليزية)
- غيلبرت بورنس على موقع فايت ماتريكس (الإنجليزية)
- غيلبرت بورنس على موقع IMDb (الإنجليزية)
- غيلبرت بورنس على موقع قاعدة بيانات الفيلم (الإنجليزية)